# Големи-Болгарени
Големи-Болгарени (болг. Големи Българени) — село в Болгарии. Находится в Габровской области, входит в общину Дряново. Население составляет 6 человек.

## Политическая ситуация
Големи-Болгарени подчиняется непосредственно общине и не имеет своего кмета.
Кмет (мэр) общины Дряново — Иван Илиев Николов (независимый) по результатам выборов.